# Georg Schott (Schriftsteller)
Georg Schott (* 3. Februar 1882 in Landshut; † 9. Mai 1962 in München) war ein deutscher Schriftsteller, Laienprediger und der Verfasser einer frühen Biographie von Adolf Hitler („Volksbuch vom Hitler“, München 1924).

## Leben
Georg Schott promovierte 1913 in Erlangen mit der theologischen Dissertation Harald Höffding als Religionsphilosoph und lebte danach als Privatgelehrter. Zeitweise stand er der Anthroposophie und dem Nationalsozialismus nahe.
Unter anderem publizierte Schott über Kulturphilosophie und über Märchen. Im Sinne nationalsozialistischer Propaganda deutete er die Person des tapferen Schneiderleins antisemitisch: Der Schneider sei „echt jüdisch“, er sei „ein ganz abgefeimter Bursche“, ihm komme es „auf einen Schwindel mehr oder weniger“ nicht an. Denn der Jude sei die „Macht des Bösen, die sich hier in Menschengestalt gekleidet“ habe.

## Schriften
- Lebensfragen, Kaiser, München 1912
- Menschheitsziele, Kaiser, München 1913
- Das Volksbuch vom Hitler, Wiechmann, München 1924
- Weissagung und Erfüllung im Deutschen Volksmärchen, Wiechmann, München 1925
- Die Kulturaufgaben des 20. Jahrhunderts: Ein Grundriß zur Wiederaufrichtg d. deutschen Weltanschauung, Wiechmann, München 1926
- Luther Dürer. Ein deutsches Erbauungsbuch, Der Tazzelwurm, Stuttgart 1930
- Von Gott und der Welt, 15 Briefe an Deutsche, Der Tazzelwurm, Stuttgart 1937
- Goethes Faust in heutiger Schau, Der Tazzelwurm, Stuttgart 1940
- Das Vermächtnis H. St. Chamberlains, Der Tazzelwurm, Stuttgart 1940